# Срб, Йосеф
Йосеф Срб-Дебрнов (18 сентября 1836, Дербне — 1 сентября 1904, Прага) — австро-венгерский чешский историк музыки и писатель.

## Биография
Йосеф Срб-Дебрнов родился в селе Дербне в районе Кралупы-над-Влтавой. Изучал историю и славянскую филологию в Пражском университете Карла Фердинанда, после его окончания работал учителем, частным репетитором и клерком в банке. Музыкой увлёкся ещё в детстве и какое-то время совмещал занятия ей с другими профессиями, но затем сделал её своей профессией, став одним из главных организаторов музыкальной жизни чешских земель Австро-Венгрии во второй половине XIX века.
Был одним из основателей пражской ассоциации хорового пения «Hlahol», с 1864 по 1865 и с 1876 по 1891 год был также её председателем. Имел репутацию уважаемого историка музыки. Писал научные и критические статьи для музыкальных журналов, работы по истории музыки и руководства к музыкальным инструментам, занимался переводами либретто немецких опер. Был знаком с большинством современных ему чешских композиторов, в своём доме устраивал популярные в Праге музыкальные вечера, на которых и сам играл на виолончели. Написал также несколько музыкальных произведений для виолончели, не получивших известности, и ряд статей на музыкальную тематику для чешскоязычной «Научной энциклопедии Отто». Во время пожара в Национальном театре Праги лично спас из огня рукописи опер своего друга Бедржиха Сметаны. Умер после продолжительной болезни и был похоронен на Вышеградском кладбище.
Главные работы: «Stručné dĕjiny conservatoře Praźżské» (1878), «Dĕjiny hudby v Čechách a na Moravĕ» (1891), «Z dennika Bedřicha Smetany» (1902).